# Den vilda vassen
Den vilda vassen (franska: Les Roseaux sauvages) är en fransk dramafilm från 1994 i regi av André Téchiné.

## Utmärkelser
Filmen vann Louis Delluc-priset 1994 och Césarpriset för bästa film 1995.

## Roller (urval)
- Élodie Bouchez – Maïté Alvarez
- Gaël Morel – François Forestier
- Stéphane Rideau – Serge Bartolo
- Frédéric Gorny – Henri Mariani
- Michèle Moretti – Mme. Alvarez
- Jacques Nolot – M. Morelli
- Michel Ruhl – M. Cassagne